# 乔拉克铁热克乡
乔拉克铁热克乡，是中国新疆维吾尔自治区伊犁哈萨克自治州特克斯县下辖的一个乡镇级行政单位。

## 行政区划
乔拉克铁热克乡共辖以下地区：
孟布拉克村、阿特恰比斯村、阿克塔木村、乔拉克铁热克村、萨尔阔布村、齐巴尔托布勒格村、科孜勒阔拉村、砍土曼托别村、塔斯巴斯陶村、莫因卓勒村、阿克铁热克村。